# 宮本ゆき
宮本 ゆき（みやもと ゆき、1968年 - ）は、日本の倫理学者。デポール大学宗教学科教授、デポール人文科学センター長。被ばく被害と倫理に関する研究を行っている。シカゴ在住。

## 来歴
広島県広島市出身。被爆二世である。母親は爆心地から1キロ余りの地点で被ばくした。広島県立安古市高等学校卒業。
戦後一貫して、アメリカ合衆国では「原爆投下は正当」と答える人の割合は高い数値を示しているが、「『原爆は絶対悪』と広島は半世紀も発信しているのに、米国に届かないのはなぜだろう？ 相手の物語を知らないとだめなんじゃないか」と思った宮本は27歳でシカゴ大学大学院に留学し、宗教・哲学・政治倫理学の修士・博士号を取得した。シカゴのデポール大学で教職を得て、准教授を経たのち、宗教学科教授、デポール人文科学センター長に就任。「原爆論説」や「核の時代」などの授業を受け持つ。2005年から広島、長崎への研修旅行をほぼ隔年で実施している。
2020年7月、米国の核意識を様々な面から論じた研究書『なぜ原爆が悪ではないのか―アメリカの核意識』（岩波書店）を出版した。
2023年4月、核実験の被害で障害や重病に苦しむ人々の実情をトリシャ・T・プリティキンが調査した記録書『The Hanford Plaintiffs: Voices from the Fight for Atomic Justice』を翻訳。『黙殺された被曝者の声』のタイトルで明石書店から出版した。

## 著書・翻訳
著書
- "Beyond the Mushroom Cloud: Commemoration, Religion, and Responsibility after Hiroshima". Fordham University Press，2011.
- 『なぜ原爆が悪ではないのか―アメリカの核意識』岩波書店、2020年7月29日。ISBN 978-4000241823。
- “A World Otherwise: Environmental Praxis in Minamata”. Lexington Books, 2021

翻訳
- トリシャ・T・プリティキン 著、宮本ゆき 訳『黙殺された被曝者の声―アメリカ・ハンフォード 正義を求めて闘った原告たち』明石書店、2023年4月20日。ISBN 978-4750355566。